# Drita Ziri
Drita Ziri (Fushë-Krujë, 26 de mayo de 2005) es una presentadora de televisión, modelo y reina de belleza albanesa. Fue ganadora de Miss Tierra 2023 en Vietnam. Antes de su victoria representó a su país natal en The Miss Globe 2022, obteniendo el tercer puesto.

## Biografía
Drita asistió a la escuela secundaria Ismail Qemali High School en Fushë-Krujë, donde se graduó con honores. Actualmente esta estudiando periodismo en la Universidad de Tirana.

## Carrera en los concursos de bellezas

### Miss Shqiperia 2022
Drita participó en Miss Shqiperia como una de las 27 finalistas. La final del certamen se llevó a cabo el 3 de julio de 2022 en Himarë, la ciudad costera de condado de Vlorë en Albania. Al final de evento, fue nombrada ganadora y obtuvo el derecho de representar a Albania en The Miss Globe 2022.

### The Miss Globe 2022
The Miss Globe 2022 tuvo lugar el 21 de octubre de 2022 en Tirana, la capital de Albania. En la final, Drita ganó el premio Miss Bikini y Miss Fotogénica votada por el público, quedando como segunda finalista.

### Miss Tierra 2023
Drita fue designada como Miss Tierra Albania 2023 por la Asociación Deliart y representó a su país en Miss Tierra 2023 en Vietnam. El 22 de diciembre de 2023 en la ciudad de Van Phuc, Thủ Đức, Vietnam, ganó el título de Miss Tierra 2023 y fue coronada por la Miss Tierra 2022 saliente, Mina Sue Choi de Corea del Sur. A los 18 años, se convirtió en la concursante más joven en ganar el certamen, superando a la ganadora inaugural Catharina Svensson, quien ganó en 2001 a la edad de 19 años.

## Filmografía
| Año  | Programa                | Radio | Rol       | Ref.             |
| ---- | ----------------------- | ----- | --------- | ---------------- |
| 2023 | Netët e Klipit Shqiptar | RTSH  | Anfritión | [cita requerida] |